# La Baule-Escoublac
La Baule-Escoublac település Franciaországban, Loire-Atlantique megyében. Lakosainak száma 16 613 fő (2022. január 1.). La Baule-Escoublac Guérande, Pornichet, Le Pouliguen, Saint-André-des-Eaux és Saint-Nazaire községekkel határos.

## Népesség
A település népességének változása:
| Lakosok száma | 13 336 | 14 553 | 15 831 | 16 095 | 16 112 | 15 611 | 16 132 | 16 117 | 16 160 | 16 613 |
|               | 1968   | 1982   | 1999   | 2006   | 2011   | 2015   | 2017   | 2018   | 2020   | 2022   |